# Palazzo Acerbi
Palazzo Acerbi è un palazzo seicentesco di Milano in stile barocco. Storicamente appartenuto al sestiere di Porta Romana, il palazzo è situato in corso di Porta Romana n. 3.

## Storia e descrizione
Il palazzo prende il nome da Ludovico Acerbi, senatore milanese, che acquistò il palazzo dalla famiglia Rossi di San Secondo. Più che per l'aspetto del palazzo, relativamente sobrio se paragonato a certe esuberanze dell'architettura barocca, lo stabile è celebre per il suo proprietario: il marchese Acerbi. Negli anni in cui imperversava la peste manzoniana, il marchese amava organizzare feste sontuosissime e girare per la città con tanto di carrozza e decine di servitori in livrea verde: l'esuberanza dell'Acerbi, unita al fatto che nessuno dei numerosi invitati alle sue feste si ammalò mai di peste in un periodo che vide la popolazione di Milano dimezzata, fece sì che tra la popolazione si diffondesse la convinzione che il marchese fosse la reincarnazione del diavolo. Il tutto nonostante il fatto che allo scoppio dell'epidemia il marchese Ludovico Acerbi fosse già morto da anni.
Il palazzo si presenta come una struttura regolare e austera se confrontato con lo stile barocco dell'epoca. L'unico indizio per ricondursi a questo stile sono i balconcini curvilinei delle finestre al primo piano, decorate solo con scarne cornici rettilinee, e le teste di leone a decorare il portale, altrimenti ugualmente scarno. Diverso è il discorso per gli interni: il marchese Acerbi fu protagonista di una sfida con la famiglia Annoni, proprietaria del palazzo di fronte, per chi possedesse il palazzo più sontuoso. Nel palazzo è tuttora visibile una palla di cannone risalente alle cinque giornate incastonata nella facciata, alla destra del primo balconcino destro del primo piano, sotto cui è posta una piccola targa
.